# Ковалі (Чорнухинська селищна громада)
Ковалі́ —  село в Україні,  у Чорнухинській селищній громаді Лубенського району Полтавської області. Населення становить 888 осіб. До 2018 орган місцевого самоврядування — Кізлівська сільська рада.

## Населення

### Мова
Розподіл населення за рідною мовою за даними :
| Мова       | Кількість | Відсоток |
| ---------- | --------- | -------- |
| українська | 864       | 97.3%    |
| російська  | 24        | 2.7%     |
| Усього     | 888       | 100%     |

## Географія
Село Ковалі знаходиться на правому березі річки Многа, вище за течією примикає село Кізлівка, нижче за течією примикає село Пізники, на протилежному березі - смт Чорнухи. Поруч проходять автомобільні дороги Т 1714 та Р60.

## Економіка
- ТОВ «Ковалі».

## Об'єкти соціальної сфери
- Школа І-ІІ ст.
- Клуб.

## Уродженці
- Бутко Олександр Васильович — український журналіст, редактор, телевізійний менеджер. Генеральний директор телеканалу «Тоніс».
- Кадьян Іван Олександрович (1914—1989) — лікар-хірург, онколог, Герой Соціалістичної Праці.